# Закарпаття у Другій світовій війні
Перед початком Другої світової війни Закарпаття було крайньою східною областю Чехословаччини, відомою як Підкарпатська Русь. У вересні 1938 року край набув статусу автономії, а у березні 1939 року проголосив створення власної незалежної держави під назвою Карпатська Україна. Після короткої війни Угорщина загарбала і приєднала край. У 1944 році Червона Армія вигнала німецькі й угорські війська. На короткий період на цій території було засновано напівдержавне утворення Закарпатська Україна, яке в 1946 році увійшло до складу Української РСР.

## Самостійність і угорська анексія

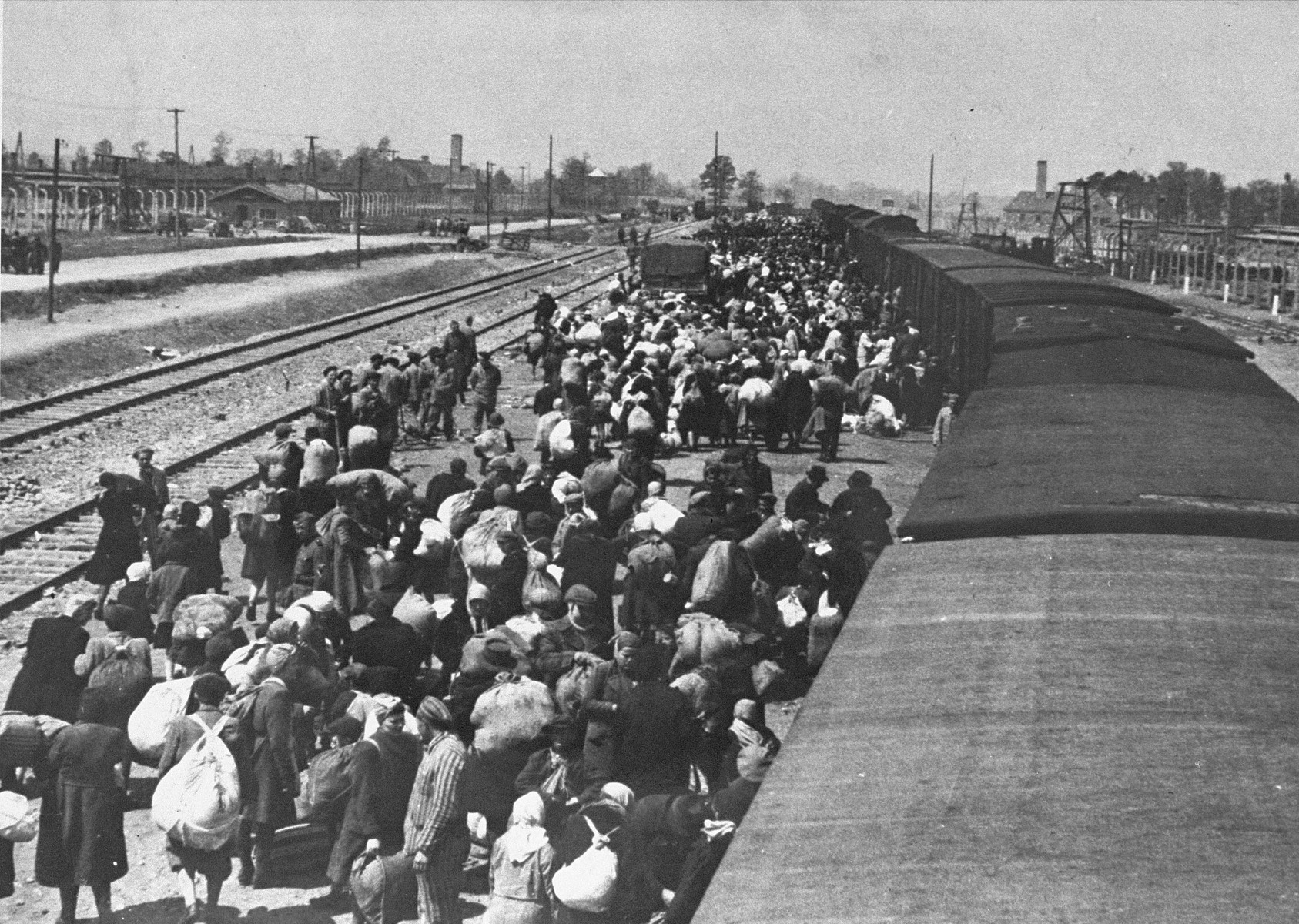
Євреї Карпатської України прибувають в Аушвіц-Біркенау, травень 1944. Більшість, так і не ставши на облік у табірній системі, була знищена в газових камерах у перші години після прибуття.

У листопаді 1938 року за результатами Першого Віденського арбітражу як одного з наслідків Мюнхенської угоди, Третій Рейх й Італія змусили Другу Чехословацьку Республіку поступитися південною третиною Словаччини і півднем Підкарпатської Русі (Карпатської України) на користь Угорського королівства. У проміжку з 14 березня по 15 березня 1939 року Словацька Республіка офіційно оголосила про свою незалежність і Німеччина окупувала Чехію і Моравію, створивши Протекторат Богемії та Моравії.
15 березня Карпатська Україна проголосила державну самостійність, а превелебний Августин Волошин став керівником держави. На це Угорщина відреагувала негайним вторгненням. 18 березня опір незалежного Закарпаття було зламано і край опинився під угорським управлінням. 23 березня Угорщина анексувала нові частини східної Словаччини на захід від Карпатської Русі.
Угорська окупаційна влада розгорнула масовий терор, насамперед проти активних українців. Сотні представників місцевої інтелігенції було запроторено в угорські концтабори, українську молодь примушували вступати у напіввійськову угорську організацію «Левенте».
1939 року створено Крайовий Провід ОУН «Закарпаття». У липні 1942 року проти членів Крайового Проводу та інших причетних до діяльності ОУН угорська влада провела три судові процеси, внаслідок яких усі підсудні були засуджені до тюремного ув'язнення.

## Адміністративно-територіальний поділ
Утворене угорською окупаційною владою Закарпатське губернаторство з центром в Ужгороді поділялося на три адміністративні округи: Ужанський із центром в Ужгороді (Ужгородський, Перечинський, Великоберезнянський райони), Березький із центром у Мукачеві (Мукачівський, Іршавський, Свалявський райони), Мармароський із центром у Хусті (Виноградівський (Севлюський), Хустський, Міжгірський, Тячівський і Рахівський райони). 1940 року назву Тячівського району Мармароської жупи було змінено на Тарацвельдський. До цього району віднесли села Тячівського району за винятком Нижньої Апші, Керекгедь і Тячева. Водночас перестав існувати Виноградівський район, села якого частково відійшли до Хустського та до Іршавського району Березької жупи, а села Гудя (Гевденьгазо), Королево (Кіральгазо), Виноградів (Севлюш), Севлевшегреш, Севлешвегардов, Теково (Текегазо), Тісогетень, Тісосірмо, Сасово (Сасфолу) відійшли до Угочанської жупи.

## Встановлення радянської системи
У жовтні 1944 року внаслідок Карпатсько-Ужгородської наступальної операції Карпатську Україну зайняли радянські війська. Було розпочато будівництво державного апарату управління радянського зразка.
Водночас у край було направлено чехословацьку делегацію, яку очолював Франтішек Нємец. Делегація мала на меті мобілізувати визволене місцеве населення для служби у чехословацькій армії та підготуватися до виборів у співпраці з недавно створеними народними комітетами.
У Карпатській Україні лояльність до чехословацької держави була низькою. Чехословацький уряд у вигнанні на чолі з президентом Едвардом Бенешем у квітні 1944 року видав прокламацію, якою колишні колабораціоністи з числа угорців і німців та москвофільські русинські послідовники Андрія Бродія і партії Фенцика (які співпрацювали з угорцями) позбавлялися права на участь у політичному житті. Таких налічувалося близько третини населення. Іншу третину складали комуністи та їхні прибічники, а ще одна третина населення, імовірно, симпатизувала Чехословацькій Республіці.

## Приєднання до СРСР
Прибувши в Карпатську Україну, чехословацька делегація заснувала штаб-квартиру в Хусті і 30 жовтня видала прокламацію про мобілізацію. Радянські військові сили перешкодили як друкові, так і розсиланню чехословацької прокламації і натомість зайнялися організацією місцевого населення. Протести з боку уряду у вигнанні Бенеша залишалися без уваги. Така радянська діяльність дозволила багатьом місцевим жителям повірити, що радянська анексія неминуча. Чехословацькій делегації також завадили встановити робочі відносини з місцевими народними комітетами, з якими взаємодіяв СРСР.
19 листопада комуністи на зборах у Мукачеві, ухвалили резолюцію, в якій прохали відокремити Закарпатську Україну від Чехословаччини і включити її до складу Української Радянської Соціалістичної Республіки. 26 листопада З'їзд народних комітетів Закарпатської України одноголосно прийняв резолюцію комуністів. З'їзд обрав Народну раду і доручив відправити у Москву делегацію, щоб обговорити об'єднання. Чехословацьку делегацію попросили покинути Закарпатську Україну.
Між чехословацьким урядом і Москвою почалися переговори. Як чеські, так і словацькі комуністи закликали Бенеша поступитися Карпатською Україною. Радянський Союз погодився відкласти приєднання до післявоєнного періоду, щоб не підривати політику Бенеша, яка відштовхувалася від кордонів, що існували до Мюнхенської змови.
Після Другої світової війни, в червні 1945 року, Чехословаччина і СРСР підписали договір про передачу Карпатської України Радянському Союзу. Чехам і словакам, які проживали в Карпатській Україні і українцям (русинам), що населяли Чехословаччину, надавалося чехословацьке або радянське громадянство на вибір. 1946 року край став частиною Української РСР як її нова область — Закарпатська.

## Наслідки для угорського населення

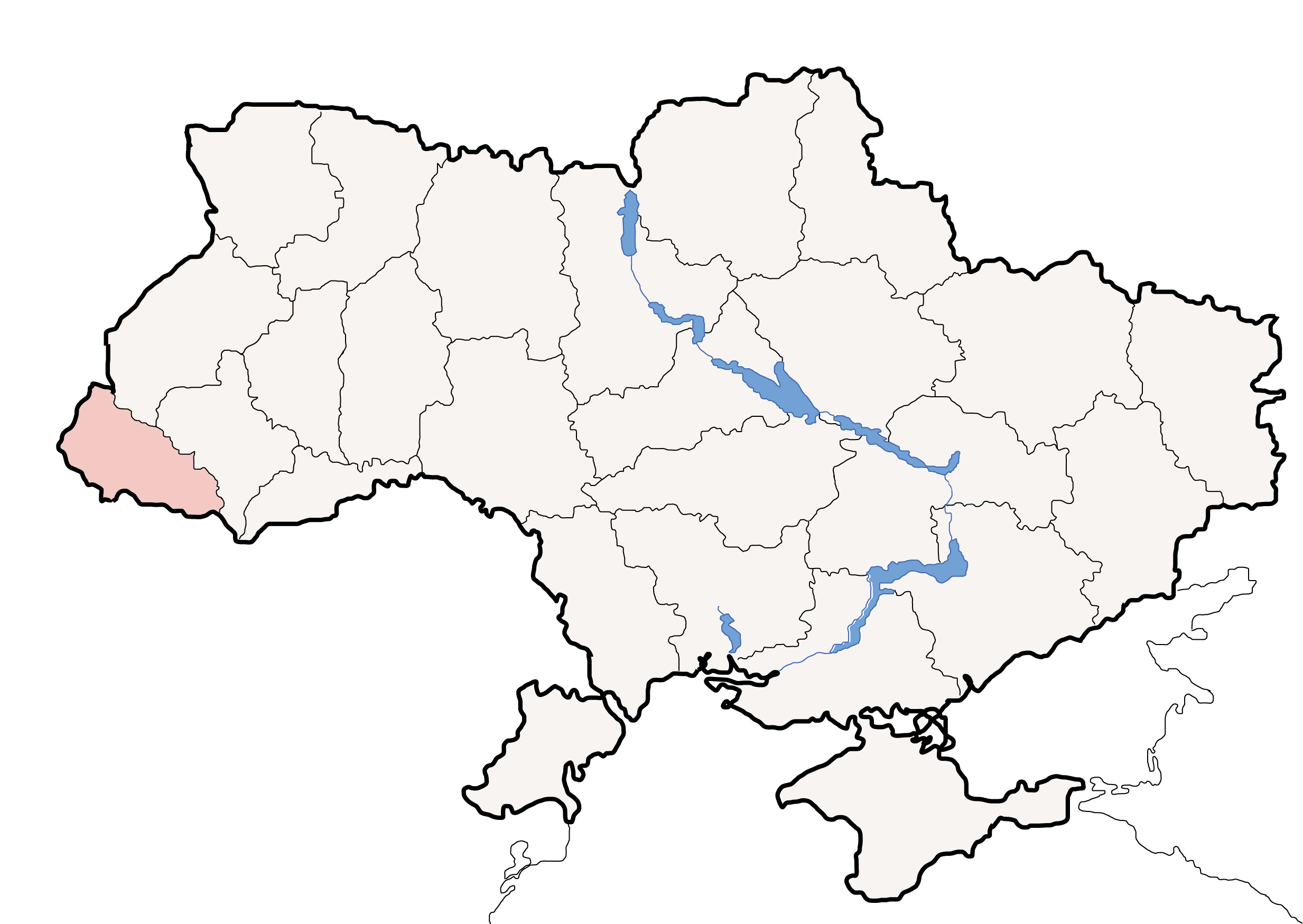
Розташування Закарпатської області на карті України

Наприкінці війни місцевих етнічних угорців спіткала сумна доля. 10 тисяч втекли перед приходом радянських військ. Багатьох із дорослих чоловіків, які залишилися (25 000), було депортовано в Радянський Союз; близько 30 % з них загинули в радянських ГУЛАГах.
Унаслідок військових втрат, еміграції та винищення угромовних євреїв, угорськомовне населення Закарпаття скоротилося з 161 тис. у 1941 р. (угорський перепис) до 66 тис. у 1947 р. (радянський перепис); низька чисельність 1947 р. була почасти наслідком і страху угорців заявляти про свою справжню національність.

## Історична статистика Другої світової війни в Закарпатті
- Перші бої з країнами Осі, напередодні світової війни Закарпаття прийняло 15 березня 1939 року на Красному полі біля міста Хуст
- У березні 1939 року загинуло близько 1 тисячі вояків Карпатської Січі
- На території Закарпаття розташовувалося близько 20 трудових таборів
- Більшість із сімдесяти тисяч працівників трудових таборів працювали на Закарпатті. Близько 15 тисяч вивезено на роботи в Угорщину і близько тисячі на роботи в Німеччину — вони стали остарбайтерами
- Загальна цифра всіх, хто нелегально перейшов кордон в СРСР, склала б 7,5 тис. осіб.
- Звільнено з таборів ГУЛАГу — 2951 втікача
- Померли в таборах СРСР — 882 в'язні.
- У кримінальних справах СРСР — немає відомостей про звільнення або смерть 1700 осіб.
- З території Закарпаття було вивезено до концентраційних таборів 183 395 осіб, з них загинуло 114 982. Зокрема, туди потрапило 112,5 тисяч євреїв, з яких 104 тисячі загинуло

Закарпатці воювали в чотирьох різних за своїм складом, ідеологіями і завданнями арміях:
- Чехословацькій: Перша Чехословацька окрема бригада– 7100 закарпатських українців. У 38-му армію (генерал-полковник Кирило Москаленко) 1-го Українського фронту входив 1-й чехословацький армійський корпус. Його чисельність становила 17 тисяч бійців, серед них — 7,1 тисячі закарпатських українців. Це 42 % особового складу корпусу.
- Радянській: 20 тисяч, в тому числі 535 жінок
- Угорській: понад 50 тисяч закарпатців, більшість загинуло під Воронежем. 1-ша угорська (командувач — генерал-полковник Бела Міклош) розташовувалася приблизно в межах сучасного Закарпаття, а штаб знаходився в Хусті.
- Німецькій: представники німецької національності краю призначалися на службу в німецьку армію згідно з угодою між угорськими і німецькими військовими відомствами — 939 чоловік
- Воювали окремі закарпатці і в чехословацьких частинах у складі союзників — на Близькому Сході, у Північній Африці, навіть в Океанії: найвідоміший з них Михайло Стренк, нагороджений Пурпурним Серцем
- Були вихідці з цього краю і в УПА, ОУН та інших повстанських загонах
- Загалом 50.300 закарпатців у складі різних формувань брали участь в антигітлерівській боротьбі.
- Діяло тридцять антирадянських груп і організацій: відомі керівники А. Цуга, Д.Бандусяк, В. Потушняк, (Донской), М. Киштулинець.
- Партизанські загони і з'єднання, в яких воювало понад 2 тисячі закарпатців: відомі керівники О. Борканюк Ф. Патакі Г. Володін, І. Мельников. І. Косіш. В. Лавров, В. Хомеюс. Д. Уста, І. Прищепа, М. Перечинський, В. Русин. У Закарпаття упродовж липня-жовтня 1944 року по лінії Українського штабу партизанського руху (знаходився у Москві) десантували 8 загонів загальною чисельністю 158 диверсантів, приблизно по двадцять осіб у кожному. Вони розрослися сумарно у двадцять разів і досягнули свого максимуму в 2,7 тисячі партизанів, яким допомагала майже тисяча підпільників із партизанського резерву. Ці фактично радянські напіввійськові загони провели близько 130 операцій та диверсій, знищивши до 3,6 тисячі ворогів, а майже 2 тисячі захопили в полон. Якого-небудь істотного впливу на військово-стратегічний сценарій вони не справили.

Особливості Другої світової війни в Закарпатті:
- Система Арпада: 99 опорних пунктів оборони, 759 дотів і дзотів, 400 дерев'яно-земляних укріплень та інших перепон.
- Східно-Карпатська операція, яка складалася з двох одночасно виконуваних підоперацій — Карпато-Дуклянської (силами 1-ї гвардійської армії 4-го Українського фронту, а також 38-ї армії 1-го Українського фронту, до якої входив і чехословацький корпус) та Карпато-Ужгородської (силами 18-ї армії і 17-го корпусу). В боях за Ужгород 10 частин отримали почесне звання Ужгородських, 11 з'єднань і частин нагороджено орденами, понад 10 тисяч чоловік — орденами і медалями, 30 стали Героями Радянського Союзу. 10 060 убитих, 41 387 поранених, 1 806 пропалих безвісти
- З боку країн Осі в Східно-Карпатській операції армійська група генерала Хейнріці у складі 1-ї німецької танкової армії і 1-ї угорської армії — усього 18 дивізій і 2 гірсько-стрілецькі бригади, 320 тисяч солдатів, 2500 гармат і мінометів. 66 000 чоловік убитими і пораненими, а 28 тисяч — полоненими.
- У боях за Дуклю загинуло близько 800 закарпатців, їхній прах покоїться тепер на двох державних кладовищах- музеях: у м. Дуклі (Польща) та м. Свиднику (Словаччина).
- Закарпатці Герої Радянського Союзу — танкіст Степан Вайда, підпільник Олексій Борканюк
- 31 закарпатець є у списку Праведників народів світу за порятунок євреїв від Голокосту.
- Нині на Закарпатті — 42 військові кладовища і окремі братські могили, в яких поховано 3 147 радянських воїнів. Найбільшим є Пагорб Слави в Ужгороді, де спочивають 924 бійці. Також в області є 270 пам'ятників і пам'ятних знаків про Другу світову війну.

Найвідоміша фотографія з головним союзницьким прапором Перемоги — було встановлено нашим земляком — Михайло Стренком. Михайло Стренк — русин-українець, сержант Корпусу морської піхоти США, учасник бойових дій в Азіатсько-Тихоокеанському регіоні під час Другої світової війни. Був серед шести військовослужбовців, які підняли прапор США над островом Іодзіма.